# Павловское (Вольнянский район)
Па́вловское (укр. Павлівське) — село,
Павловский сельский совет,
Вольнянский район,
Запорожская область,
Украина.
Код КОАТУУ — 2321586101. Население по переписи 2001 года составляло 452 человека.
Является административным центром Павловского сельского совета, в который, кроме того, входят сёла
Беляевка,
Вишнёвое,
Задорожное,
Зелёное,
Значково,
Нововасилевка,
Новосёловка,
Поды,
Резедовка,
Раздолье и
Спасовка.

## Географическое положение
Село Павловское примыкает к городу Вольнянск.
Рядом проходят автомобильная дорога Н-15 и
железная дорога, станция Вольнянск в 1,5 км.

## История
- 1905 год — дата основания.

## Экономика
- Сортостанция, НВП ООО.
- Биляевский обогатительный комбинат, ООО.